# Rouge Sang (album)
Pour les articles homonymes, voir Rouge sang.
Albums de Renaud
Boucan d'enfer
(2002) Tournée Rouge Sang
(2007)
Rouge Sang est le quatorzième album studio de Renaud paru en 2006.
Ayant retrouvé le grand amour auprès de Romane Serda, Renaud a déclaré plusieurs fois avoir retrouvé son inspiration et la créativité qui était la sienne quelques années auparavant. Cet album se voulant plus engagé que le précédent (Boucan d'enfer), Renaud a composé des chansons engagées comme Elle est facho, J'ai retrouvé mon flingue, ou encore Sentimentale mon cul !.

## Chansons
| No  | Titre                       | Durée |
| --- | --------------------------- | ----- |
| 1.  | Les Bobos                   | 3:58  |
| 2.  | RS & RS                     | 2:07  |
| 3.  | Arrêter la clope            | 3:34  |
| 4.  | Rouge Sang                  | 2:55  |
| 5.  | Ma blonde                   | 3:44  |
| 6.  | Les Cinq Sens               | 2:29  |
| 7.  | Elle est facho              | 3:03  |
| 8.  | Nos vieux                   | 4:30  |
| 9.  | J'ai retrouvé mon flingue ! | 4:31  |
| 10. | Jusqu'à la fin du monde     | 4:23  |
| 11. | Adieu l'enfance             | 3:59  |
| 12. | Elsa                        | 3:48  |
| 13. | Malone                      | 2:50  |
| 14. | Pas de dimanches            | 2:42  |
| 15. | Sentimentale mon cul !      | 4:38  |
| 16. | Danser à Rome               | 1:27  |
| 17. | Je m'appelle Galilée        | 3:51  |

## Rouge Sang Collector
Un double album collector est sorti le 2 octobre 2006, avec un emballage carton, les textes des chansons mis en images par le dessinateur Patrice Killoffer.
| 1.  | Les Bobos                   | 3:58 |
| 2.  | Dans la Jungle              | 4:19 |
| 3.  | Arrêter la clope            | 3:34 |
| 4.  | RS&RS                       | 2:07 |
| 5.  | Ma blonde                   | 3:44 |
| 6.  | Rouge Sang                  | 2:55 |
| 7.  | Elle est facho              | 3:03 |
| 8.  | Les cinq sens               | 2:29 |
| 9.  | J'ai retrouvé mon flingue ! | 4:31 |
| 10. | Nos vieux                   | 4:30 |
| 11. | Fille de Joie               | 2:28 |
| 12. | Danser à Rome               | 1:27 |

| 1.  | Pas de dimanches                             | 2:42 |
| 2.  | Adieu l'enfance                              | 3:59 |
| 3.  | Jusqu'à la fin du monde                      | 4:23 |
| 4.  | Sentimentale mon cul!                        | 4:38 |
| 5.  | Elsa                                         | 3:48 |
| 6.  | Rien à te mettre (chanson de Benoît Dorémus) | 3:09 |
| 7.  | A la téloche                                 | 2:31 |
| 8.  | A la close                                   | 3:07 |
| 9.  | Leonard's song                               | 3:57 |
| 10. | Malone                                       | 2:50 |
| 11. | En la selva                                  | 4:18 |
| 12. | Je m'appelle Galilée                         | 3:51 |

## Crédits
- Jean-Pierre Buccolo : guitare
- Michaël Ohayon : guitare
- Dominique Grimaldi : basse
- Claude Salmieri : batterie
- Jean-François Berger : Arrangements et direction des cordes, Claviers, Piano
- Alain Lanty : Piano

## Thèmes des chansons
- Si vous ne connaissez pas le sujet, laissez ce bandeau (vous pouvez alors contacter les auteurs).
- Si vous supprimez le contenu mis en cause (vous pouvez préalablement contacter les auteurs),

argumentez précisément cette suppression dans la page de discussion
(un manque de référence n'est pas un argument ; une recherche réelle de référence doit avoir été effectuée, être formellement documentée).
Rouge Sang est sorti le 2 octobre 2006. Cet album est une sorte de renaissance pour un Renaud que certains de ses fans pensaient avoir perdu pour toujours, tant Boucan d'enfer était l'œuvre d'un autre personnage, cynique, désabusé, et plus consensuel. Ici, il revient engagé dans de nouveaux combats.
Renaud a enregistré d'octobre 2005 à avril 2006, 26 chansons dont 24 sont présentes sur la version collector de « Rouge Sang » sorti le 2 octobre 2006.
L'album standard contient 17 chansons dans la version simple, 24 dans la version double :
- Les Bobos : chanson sur les bourgeois-bohèmes. Premier single.
- Dans la jungle : chanson consacrée à Íngrid Betancourt, politicienne otage des FARC dans la jungle de Colombie depuis cinq ans. (Uniquement dans la version double)
- Arrêter la clope : chanson auto-dérisoire qui se révèle finalement être une attaque en règle contre le « deal d'État » et le conformisme. Comme souvent dans l'album, cela se termine par une déclaration d'amour à Romane.
- RS & RS : une chanson d'amour sur Renaud Séchan et Romane Serda.
- Ma blonde : chanson rigolote où il réhabilite la blondeur, après toutes ces blagues sur les filles aux cheveux blés.
- Rouge sang : chanson sur la corrida, les souffrances animales et toutes les souffrances en général.
- Elle est facho : Portrait d'une lepéniste de banlieue. Connu pour sa chute « La facho… qui vote Sarko », qui déclencha une mini-polémique créée par les Sarkozystes.
- Les cinq sens : ce qu'il aime voir, toucher, respirer, goûter, écouter…
- J'ai retrouvé mon flingue : une chanson où Renaud explique qu'il a retrouvé sa verve d'antan en faisant le tour d'horizon des injustices dans le monde.  Cette chanson est la suite de Où c'est que j'ai mis mon flingue (1980), connue pour ses paroles violentes (« Votre république, moi j'l'a tringle »)
- Nos Vieux : Chanson dédiée à ses parents.
- Filles de joie : « Les bimbos-putasses-lofteuses : les pétasses de la téloche et des magazines » (Uniquement dans la version double)
- Danser à Rome : chanson entièrement composée à partir de l'anagramme de « Romane Serda », sa femme.
- Pas de dimanches : hommage aux paysans.
- Adieu l'enfance : chanson qui parle de l'enfance envolée de sa fille Lolita née en 1980.
- Jusqu'à la fin du monde : Chanson d'amour dédiée à Romane…
- Sentimentale mon cul : chanson consacrée aux foules (rapport avec Foule Sentimentale d'Alain Souchon) qui lui font peur mais rend hommage à celle présente à ses concerts.
- Elsa: chanson qui parle du suicide du frère d'Elsa, une amie à lui.
- Rien à te mettre : une reprise de Benoît Dorémus, chanteur également produit par Renaud (Uniquement dans la version double).
- À la téloche : la télé, « ce fléau abêtissant » (Uniquement dans la version double) vidéo.
- À la Close : La Closerie des Lilas, bar Parisien où Renaud a vécu avec son frère Thierry pendant sa période noire et où il rencontra Romane Serda. (Uniquement dans la version double)
- Léonard'song : un hommage à Leonard Peltier, prisonnier depuis 30 ans aux États-Unis pour un crime qu'il n'aurait pas commis. (Uniquement dans la version double)
- Malone : une chanson pour son nouveau-né, Malone, où il présente ses excuses au monde qu'il va lui laisser.
- En la Selva: la version espagnole de Dans la jungle. (Uniquement dans la version double)
- Je m'appelle Galilée : Chanson érotique.

### Chansons non parues sur le dernier album Rouge sang
- Princesse Catalane : une chanson d'amour pour sa femme d'origine catalane par son père.
- 26 avril : chanson sur Tchernobyl, paru fin juin 2006 sur un album de solidarité « 20 ans Tchernobyl », dont les bénéfices sont reversés à l'association Greenpeace. Parue également sur le deuxième tome de la compilation Les Introuvables.
- Pondichéry : chanson sur le parallèle entre le gâchis ici et la misère là-bas. Chanson bonus disponible sur Internet, ainsi que sur le double album vinyle. Parue sur le deuxième tome de la compilation Les Introuvables.

## Classements et certifications
| Pays                | Meilleure position | Certification |
| ------------------- | ------------------ | ------------- |
| France              | 1                  | 3 × Platine   |
| Belgique (Wallonie) | 1                  | Or            |
| Suisse              | 3                  |               |